# Allendorf (Lumda)
Allendorf (Lumda) är en stad i Landkreis Giessen i det tyska förbundslandet Hessen. Allendorf har cirka 4 000 invånare.

## Administrativ indelning
Allendorf består av fyra Stadtteile: Allendorf/Lumda, Climbach, Nordeck och Winnen.